# Ламія (міфологія)
Ламія (грец. Λάμια) — дочка Посейдона, яка народила від Зевса сивілу Герофілу;

Ламія — дочка Бела й Лібії, красуня, яку покохав Зевс. Гера з ревнощів викрала і повбивала всіх дітей Ламії, після чого та збожеволіла й почала нищити чужих дітей. Пізніше ламіями стали називати вродливих, але жорстоких жінок або чарівниць, які нібито зваблювали юнаків і висмоктували їхню кров.

Ламія (1909), картина Herbert_James_Draper

Через жахливі вчинки, зовнішньо Ламія перетворилась на монстра. Через те, що мстива Гера наслала на неї безсоння, Зевс наділив Ламію даром віщування та здатністю виймати й повторно вставляти свої очі.
Ламія, як і Емпуса, стала свого роду фантомом, який спокушав юнаків до втамування сексуальних бажань, після чого пожирав їхню плоть. Історія перемоги Аполона Тіанського над спокусницею Ламією надихнула Джона Кітса на написання однойменної поеми «Ламія».
Ламії приписують якості змієподібних, що можна відслідкувати в античній міфології; знайдено аналоги ламії в античних текстах і саме ці аналоги були наполовину зміями. Це створіння напівжіночої-напівзміїної подоби, описані Діоном Хрисостомом у «Лівійських міфах» а також це монстр, якого Аполлон послав до Аргоса щоб помститись Псаматі.
У минулі часи ламією, так само як байкою про коко в Іспанії, Латинській Америці та Поптугалії, батьки лякали дітей.

## Етимологія
Коментатор творчості Арістофана стверджував, що назва «ламія» походить від великої глотки створіння (λαιμός; laimós). Сучасні дослідники реконструюють протоіндоєвропейський корінь *lem-, тобто «нічний дух», з якого теж походить слово «лемур».

## Класична міфологія
У міфах Ламія постає прекрасною жінкою, коханою Зевса, яку заздрісна дружина Зевса, Гера, позбавила дітей, чи то викравши їх, сховавши та вбивши, чи то заставивши Ламію вбити дітей власними руками. Понівечена такими муками, вона перетворилась на страшне створіння, яке полювало на чужих дітей та вбивало їх.
Діодор Сицилійський (I ст. до н. е.) провів паралель між міфологічною істотою ламією та королевою Лівії, яка дала наказ відбирати дітей в матерів і вбивати їх, та зовнішні риси якої набули звіриного вигляду у результаті її жорстоких діянь. Королева, зазначав Діодор, народилася в печері. Гераклід Парадоксограф (II ст.) також навів свої докази цієї теорії.
«Нікомахова етика» Арістотеля (книга 7;5) посилається на якесь звіроподібне створіння у вигляді жінки, яке розриває животи вагітних жінок та зжирає ембріони. Анонімний коментатор зазначив, що це посилання на Ламію, проте нерозбірливо поєднав цей коментар із подальшими примітками Арістотеля та ідентифікував її як скитянку з Понтійської місцевості.

### Очі Ламії
Згідно з міфами, Гера позбавила Ламію сну, щоб вона вічно побивалась через смерть своїх дітей, проте Зевс полегшив її муки та наділив можливістю виймати очі. Він також наділив її здатністю перевтілюватись.
Діодор пояснював це так: королева Лівії, у стані сп'яніння, наче сліпа, блукала по вулицях, що давало змогу підданим робити все, що їм заманеться, звідки і з'явився місцевий міф про те, що королева виймала свої очі та тримала їх у якійсь посудині. Евгемеристична теорія Гераклітуса пояснює, що Гера, дружина Зевса, сама вирвала очі прекрасної Ламії.

### Генеалогія
Згідно з деякими джерелами, Ламія була донькою єгипетського короля Белуса та Лібії. За тим самим джерелом, Зевс забрав Ламію до Італії, і саме від її імені походить назва міста людожерів-лестригонів Ламос. Інше джерело зазначає, що колись Ламія була королевою лестригонів.

### Арістофан
У двох своїх п'єсах, Арістофан склав список об'єктів із жахливим запахом і вніс до нього «яєчка Ламії», таким чином зробивши Ламію гендерно невизначеною істотою. Це пізніше відіграло роль в уявленні про ламій Едварда Топселла.
Точно невідомо, чи це стосується ламій чи Ламії персонально, залежно від поданого перекладу п'єси.

## Елліністичний фольклор

### Як бабай для дітей
Ламією залякували неслухняних дітей. Така практика була зафіксована Діодором та іншими античними ресурсами в I ст.
Численні джерела підтверджують, що Ламія це «пожирачка дітей», проте Горацій виділяється серед них. Він у «Ars Poetica», застерігає: «[та історія не] витягне живого хлопчика з черева Ламії». У деяких версіях, Ламія ковтала дітей заживо, і звідси мала б виникнути історія про одного хлопчика, якого визволили з черева Ламії живим.
У словнику візантійського лексикону «Суда» (X ст.) подано визначення ламії зі всіма поясненнями та джерелами. Книга також дає визначення Мормо, зазначаючи, що Мормо називають ламією, і що обидва монстра відносяться до страшних створінь.
Згідно зі схолією до Теокріта, синонімами слова «Ламія» є «Мормо» та «Гелло». Також є відомості про інших «бабаїв», пов'язаних із Ламією, наприклад Горго, безокий гігант Ефіальт. Мормо вперше згаданий Страбоном.

### Як спокусниця
У подальших класичних періодах, приблизно з I ст., Ламію почали зображати хтивою спокусницею, яка заманювала та пожирала юнаків.

### Аполлоній Тіанський
Наглядним прикладом є новелістична біографія Філострата «Життя Аполлонія Тіанського».
Автор намагається передати весь процес затримання та покарання «Ламії Коринфу» Аполлонієм, що в основному базується на легенді, створеній простолюдами. Ламія тут постає в образі мари, яка в образі жінки спокусила одного з юних учнів Аполлонія.
Тут термін «Ламія» вжито у вульгарному значенні, і його заміною є термін «емпуса». Аполлоній промовляє, що спокусницею є: «одна з емпус, яких більшість людей кличуть ламіями та мормо». Коментатори зазначають, що вживання терміну «ламія» у цьому значенні є нетиповим.
Аполлоній також попереджав, що: «ти пригрів під боком своїм змію, а змія гріє тебе у відповідь». Звідси можна стверджувати, що створіння справді було змією. Наприкінці новели емпуса зізнається у відгодовуванні жертви для подальшого з'їдження та зазначає, що вона пожирала юнаків «бо їхня кров свіжа та чиста». Останнє твердження наводить на думку, що ця ламія/емпуса була, якоюсь мірою, вампіром.
Здібності цієї ламії/емпуси не завершуються на цьому. Вона також має здібність створювати ілюзію перебування в розкішному замку, зі всіма його атрибутами та навіть слугами. Але варто лиш Аполлонію розкрити її справжній облік, ілюзії підводять її та моментально розвіюються.

### Ламія куртизанка
Відомий з давніх-давен жарт грунтується на грі слів: Ламія — монстр, та Ламія Афінська — відома гетера, що заворожила Деметрія Поліоркета. Цей двозначний жарт використовували у грецькій комедії, та вперше він пролунав із вуст самого батька Деметрія. Гра слів також була застосована у одах Горація, щоб поглузувати з Люція Елія Ламія.

### Золотий осел
У творі «Метаморфози, або Золотий осел» з'являються Фессалійські «відьми»: Моро та її сестра Пантія, яких, в якийсь момент, називають ламіями.
Моро спокусила чоловіка на ім'я Сократ, та коли той наважився провернути втечу, відьми налетіли на його ложе, ввігнали ножа прямо в горло, щоб злити кров чоловіка у шкіряну сумку, розірвали його серце і заткнули рану губкою.
Деякі коментатори, не зважаючи на відсутність фактору висмоктування крові, вважають, що ці відьми мають спільні «вампірські» риси з ламіями Філострата, і тому порівнюють їх.

## Спорідненість
Можливий суміжний з ламією персонаж з'являється в класичних роботах, проте має зовсім інше найменування. Можливо, цей персонаж взагалі ще не названий. Найбільше проводять паралелі з персонажами, найближчими до змієподібних своїм виглядом чи подобою.

### Пена
Однією з таких можливих ламій є мстивий монстр, якого послав Аполлон для помсти Аргосу та який згодом був вбитий Коребом. У класичних ресурсах його називали Пеною або Кер, проте в Середньовічний період одне джерело (Перший ватиканський міфограф, IX—XI ст.) все ж називає це створіння ламією.
Історія описує трагічну долю доньки короля Аргосу, Кротопа, на ім'я Псамата, коли вона втрачає свою дитину, народжену від Аполлона, та її страчують через підозру у розпусті. Ось чому Аполлон, в покарання, насилає на Агрос монстра, який пожирає дітей.
За версією Статіса, монстр мав лице і груди жінки та змію, яка виступала зі щілини на її чолі іржавого відтінку та пробиралась до кімнат дітей щоб стягнути їх із ліжка та вкрасти. Згідно з версією схоліаста Овідія, створіння мало зміїне тіло та людське лице.
У версії Павсанія, монстра називали Поіне (Пена) (дав.-гр. ποινή), що перекладається як «покарання» або «помста», проте автор не згадує в описі монстра ні про змію, ні про чоло істоти.
Єдиний доказ того, що це створіння — двійник Ламії, навів Плутарх, порівнявши слово «empousa» та «поіне».

### Лівійський міф
Другий варіант це приналежність Ламії до колонії лівійських монстрів-людожерів, описаної Діоном Хрисостомом. Ці монстри мали нижню частину тіла змії, жіночий торс та монстроподібні лапи. Ідею того, що ці створіння є ламіями, просував Алекс Скобі (1977), а інші коментатори підхопили та прийняли її.

## Середньовіччя
З часів раннього Середньовіччя, термін «ламія» описував клас людей та використовувався у побуті. У Лексиконі Ісихія Александрійського (500 р.), слово «ламія» було інтерпретовано як «привид» або «риба». Ісидор Севільський описував ламій як створінь, які крали та розривали дітей на частини.
У Вульгаті слово «ламія» використали у Ісая xxxiv:14, при перекладі слова «Ліліт» із Танаху. В інтерпретації священника Юрія І «Книги Йова» пояснюється, що ламія була втіленням єресі або лицемірства.
Християнські письменники теж попереджали про спокусливу природу ламій. У своєму трактаті про розлучення, Реймський архієпископ Гінкмар вніс ламію до списку паранормальних створінь, які загрожують шлюбу, та вніс їх до групи geniciales feminae —  духів жіночої репродуктивності.

## Інтерпретації

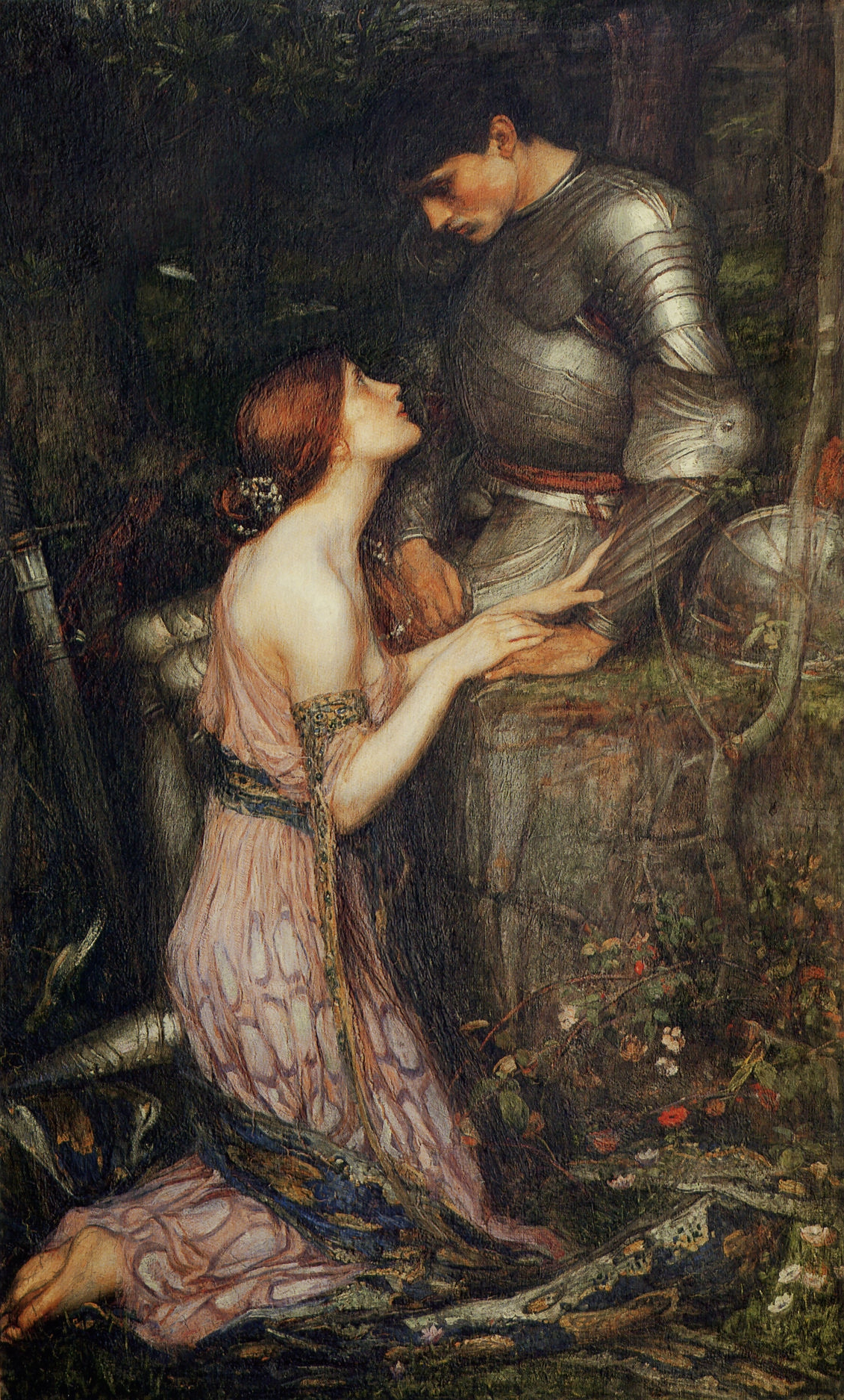
Ламія (перша версія) Джона Вільяма Вотергауса (1905)

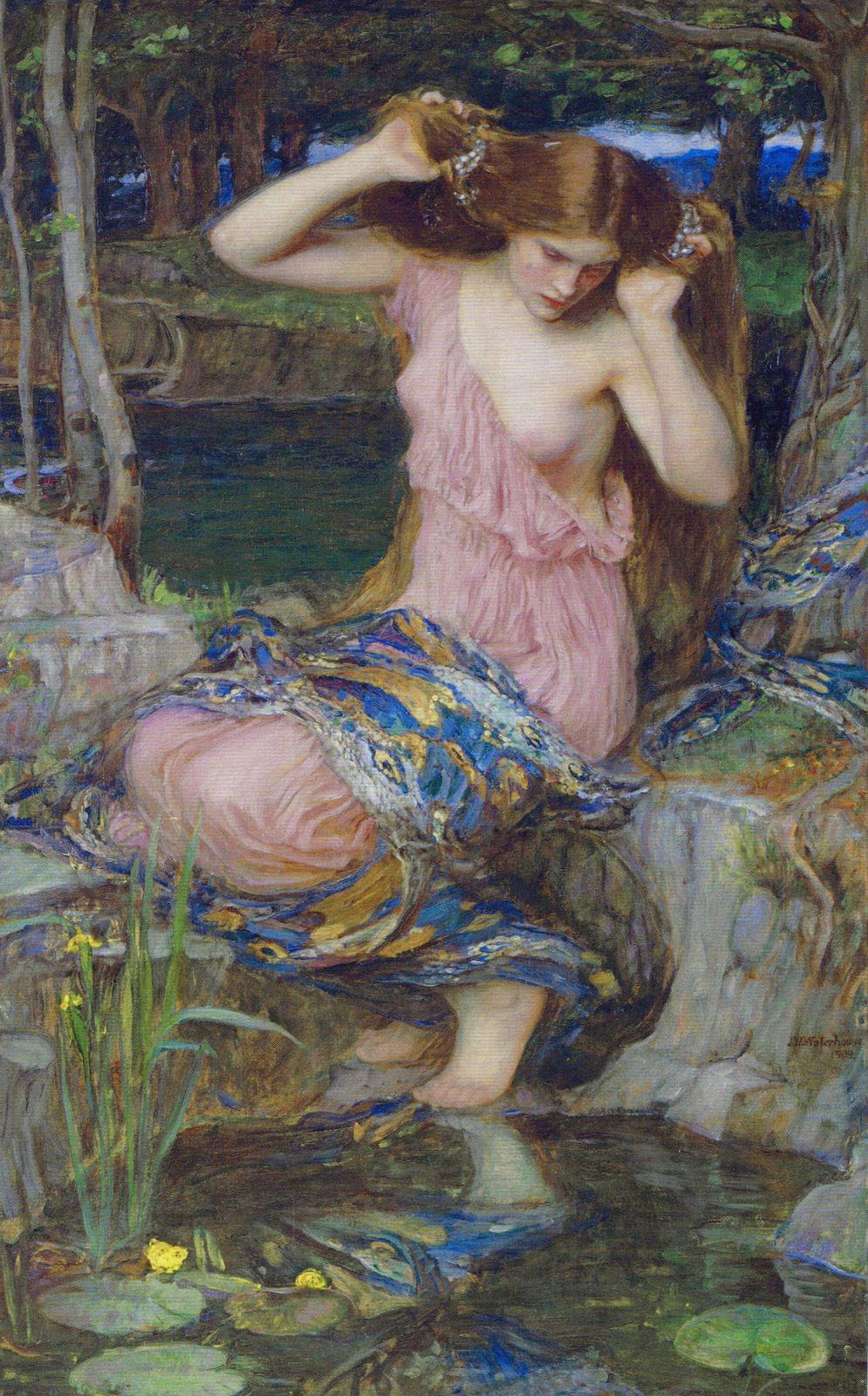
Ламія (друга версія) із зміїною шкірою на колінах, Джон Вільям Вотергаус (1909)

Лівійська Ламія є двійником Ламії-Сибаріс з легенди про Дельфи і їх обох приписують до змієподібних. Також зазначають велику схожість Ламії з Медузою. Ці та інші трактування привели сучасних коментаторів до думки, що вона — дракон.
Іншим двійником Лівійської Ламії можна назвати Ламію, доньку Посейдона. Згідно з Павсанієм, Лівійська Ламія народила від Зевса доньку Скіллу, проте ходить думка, що саме донька Посейдона була матіррю Скілли. Отже одна з них була Ламією, матіррю Скілли, про яку писав у одному зі своїх фрагментів Стесіхор та інші. Скіллу зображають як змієподібну жінку, схожу на Ангвіпеду (Anguiped).

### У вигляді жінки-змії
Діодор Сицилійський, наприклад, характеризує зовнішність Лівійської Ламії як звіроподібну. Діодор, Дуріс Самоський та інші джерела, які не сприймали «архітиповий» портрет Ламії, не вважали її драконом та не наділяли її виразними зовнішніми рисами змії.
У творі «Життя Аполлонія Тіанського», емпусу-ламію також називають «змією», що може здатись метафоричним висловом, проте Деніел Огден наполягає на тому, що це зображення її істинного обліку. Розповідь Філософата була переписана Кітсом у поемі «Ламія», де він ясно передав вигляд її зміїного образу, якого вона жадає позбутись в обмін на людську подобу.
Коментатори також дійшли висновку, що в оригінальному своєму обліку вона була драконом. Деніел Огден стверджує, що її можлива перероджена версія, монстр Агроса, мала «лускату ходу», тобто у ранніх версіях історії вона мала подобу Ангвіпеди, хоча у варіанті історії латинською мовою ледь проглядається слово inlabi (відмінювання слова labor), що означає «повзуча».
Одним із двійників Лівійської Ламії є Ламія-Сібаріс, яку описав лише Антонін Лібераліс. Існує версія, що цей монстр тероризував Дельфи так само, як дракон Пітон
Ламія, до того ж, має багато спільного з Медузою. Медузу прирівнюють до Ламії та приписують прямий зв'язок з Форкідами, старими дівами, які передавали одна-одній в руки виколоте, проте зряче око. За однією з версій, це око належало трьом Горгонам: Медузі та її сестрам.

### Геката
У деяких джерелах, Ламію порівнюють з Гекатою. Доказом цього слугує невизначеність особи матері Скілли, що деколи приписують Ламії, а деколи — Гекаті. Така точка зору також виникла через асоціацію цих двох імен із терміном «емпуса.»

### Запах ламії
Неприємний запах, який виділяє Ламія, вважають її особливістю та звичним атрибутом. Згадка цього представлена в посиланні Арістофана на «яєчка ламії», сморід яких видавав лігво монстрів. Сморід сечі ламій, якою вони окропили Аристомена, навіки в'ївся в його одежу та слугував нагадуванням про смерть друга Софокла, якому монстри, перед тим як помітити Аристомена, вирвали з грудей все ще тепле та живе серце.

### Зв'язок з Мезопотамією
Точно невідомо, проте легенда про Ламію могла бути своєрідною інтерпретацією міфу про Мезопотамську дияволицю Ламашту.

## Сучасність

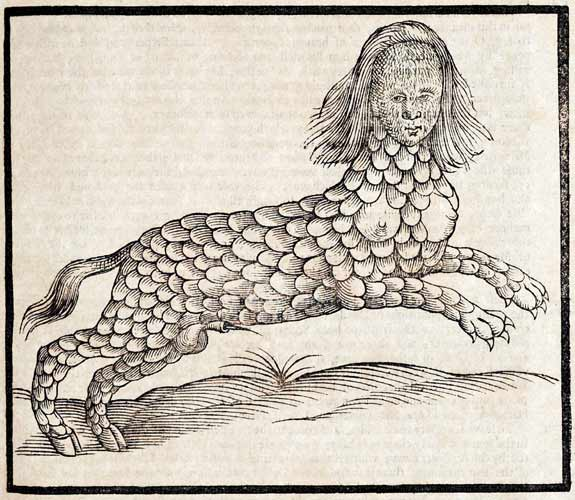
Зображення Ламії, XVII ст., книга Едварда Топселла «Історія чотирилапих звірів»

Ренесансний письменник Анджело Поліціано створив філософський твір «Ламія» (1492), назва якого є зневажливою відсилкою на його опонентів, які "бавляться у філософії наче діти у пісочниці."Таку зневагу Поліціана пробудив твір Плутарха «De curiositate», у якому автор зробив припущення що «Ламія» є метафоричним втіленням настирливих та вічно заклопотаних членів суспільства. Іншими словами, «Ламія» символізує лицемірство таких індивідів.
З середини XV, до кінця XVI століть ламій відносили до відьом.

### Народні традиції сьогодення
У нинішній Греції, легенда про Ламію пройшла перевірку часом та не втратила свої історичні корені. Джон Катберт Лоусон додав, що: «основними рисами Ламії, крім жаги до крові, є їхня нечистоплотність, ненажерливість та тупість.» Не так вже і давно у Греції з'явився вислів: «της Λάμιας τα σαρώματα» («прибирання Ламії»), що означає неохайність, і не забувається сталий вислів: «τό παιδί τό 'πνιξε η Λάμια» («дитя було задушене руками Ламії»), яким пояснювали непередбачувану смерть немовлят.
Пізніше, до традиційного типу ламій додались і інші створіння; монстри з народних легенд, схожі на вампірів та сукубів, що спокушали юнаків та напивались їхньою кров'ю.

### Мистецтво
На картині Герберта Джеймса Дрейпера (1990 р.), зображена Ламія, що похмуро спостерігає за змієюна своєму передпліччі, схоже, є втіленням гетери. Хоч нижня частина тіла Ламії Драпера є людською, автор все ж натякнув на її зміїне походження, зобразивши обвиту навколо її поясниці зміїну шкуру. На ренесансних емблемах Ламію наділяли тілом змії і головою та грудьми жінки. Ці риси були символом лицемірства.